# 3785-ös busz
A 3785-ös jelzésű autóbuszvonal a Hernádnémeti-Bőcs vasútállomás és Kesznyéten között húzódó regionális vonal, amelyet a MÁV Személyszállítási Zrt. üzemeltet.

## Útvonala
Hernádnémeti és Bőcs települések közös vasútállomásaként szolgáló Hernádnémeti-Bőcs vasútállomástól indul. A 3607-es mellékútra délnyugati irányban fordul ki közvetlenül a 80-as vasútvonal és a régióban nagy szerepet játszó Borsodi Sörgyár mellett.
Mivel a sörgyár egykoron nem kevés dolgozónak adott munkát, elég hamar épült a hozzá közel eső területen lakótelep. A főképp társasházakból álló épületek szintén Bőcsnek lakott területére tartoznak, így a közös állomás második tagján, Bőcsön folytatja útját. A Hernád parti községben elterjedtek a bányatavak, valamint alföldies szerkezetével rendelkezik kisebb erdőkkel is. Külsőbőcsön keresztül át is hajt Berzékre, melyet ugyanez a jellegű felépítés jellemez. Központjában ABC áruház néven jelenleg már csak egyetlen iskolai járatnak van célállomása (A Berzék – vasútállomás járatot megszűntették), de a fő útvonaltól eltérő helyen található megálló soha nem szolgált nagyobb célokat, oly szinten, hogy 2011-ben egy sebességkorlátozó táblán volt elhelyezve a menetrend.
Nemsokkal később áttér a Sajó partjára, melyet szerte Borsod-Abaúj-Zemplén megye településeinek nevében felfedezhetünk, mint ahogy Sajóhídvég esetében is. Ezzel szemben szomszédja hol testrészként, hol faluként is szolgál, Borsodban Köröm alatt faluként az 1500 lakosú települést értjük. Komppal is rendelkezik Muhi irányába, amelyen a kesznyéteni Sajó-híd felújítása alatt pár hónapig menetrendszerinti autóbusz is közlekedett (3992), valamint helyben elérhető Tiszalúc is, de jelen járatunk arra sem hederít. Egyenes szakaszokon kisebb községeket fűz útvonalára, mint Girincset vagy Kiscsécset, melynek párja jóval a túloldalt a 35-ös főúton helyezkedik el Nagycsécs néven.
Végezetül 16 kilométer után végállomására, Kesznyétenbe érkezik. Az alapból egyirányú közlekedésű Kesznyéten templomjához sem a legrövidebb útvonalon tér, mivel nyugati peremén, majd a szintén Tiszalúcra vezető közút vezet a centrumba, a Sajó partra és a már említett Sajó-hídhoz.
Ellentétes irányban Bőcsnek Belsőbőcs településrésze szabadnapokon érintett egy alkalommal.

## Közlekedése
Indításai minden nap történnek, alacsony jelleggel. A térségben kizárólag kiegészítő célokat lát el, a települések mindegyikén a 3731-es és 3733-as buszvonalak áthaladnak, mely döntő többségben a tömegközlekedés meglétét biztosító buszok. Több esetben (jellemzően hétvégén) rövidített útvonalon közlekedő autóbuszok 3785-ös vonalszámot vesznek fel magukra.

### Csatlakozást biztosít
- Hernádnémeti-Bőcs vasútállomáson – Miskolc és Szerencs felé/felől vonatra (Budapest–Sátoraljaújhely-vasútvonal)
- Hernádnémeti-Bőcs vasútállomáson – Miskolc felé/felől autóbuszra ( 3733)

### Törzsjárművei
A Hernádnémeti-Bőcs vasútállomás és Kesznyéten között szóló járművek vannak jelen, ezen felül járatainak mindegyikét olyan busz végzi, mely távolabbi helyszíneken is járt aznap. Jellemzőek az ARC, a Credo és a Mercedes gyártmányú gépezetek. 
- az LSV-291 rendszámú Ikarus E134,
- az LVJ-233 rendszámú Ikarus E134,
- az NRL-908 rendszámú Mercedes-Benz Intouro,
- az RTR-735 rendszámú Credo Econell 12,
- az AEFI-917 rendszámú Credo Econell 12 autóbuszok.

| Viszonylat                                     | Indításszám | Közlekedési rend |
| ---------------------------------------------- | ----------- | ---------------- |
| Hernádnémeti-Bőcs vá. ➝ Berzék, ABC áruház     | 1 oda       | tanítási napokon |
| Hernádnémeti-Bőcs vá. ➝ Girincs, Kossuth u. 2. | 1 oda       | tanítási napokon |
| Hernádnémeti-Bőcs vá. – Kesznyéten, templom    | 1 pár       | naponta          |

## Megállóhelyei
| 0                                       | Hernádnémeti-Bőcs vasútállomás végállomás     | 0.0 km  | 3731, 3733 személyvonat – Hernádnémeti-Bőcs (80) |
| 1                                       | Bőcs, sörgyár                                 | 0.6 km  | 3731, 3733                                       |
| 2                                       | Bőcs, sörgyár lakótelep                       | 1.6 km  | 3731, 3733                                       |
| Szabadnapokon 1 indítás által érintett. |                                               |         |                                                  |
| ∫                                       | Bőcs, ABC áruház                              | ∫       | 3731, 3733                                       |
| ∫                                       | Bőcs, Rákóczi utca 2.                         | ∫       | 3731, 3733                                       |
| ∫                                       | Bőcs, községháza                              | ∫       | 3731, 3733                                       |
| ∫                                       | Bőcs, Hősök utca                              | ∫       | 3731, 3733                                       |
| ∫                                       | Bőcs, Pást                                    | ∫       | 3731, 3733                                       |
| ∫                                       | Bőcs, Hősök utca                              | ∫       | 3731, 3733                                       |
| ∫                                       | Bőcs, községháza                              | ∫       | 3731, 3733                                       |
| ∫                                       | Bőcs, Rákóczi utca 2.                         | ∫       | 3731, 3733                                       |
| ∫                                       | Bőcs, ABC áruház                              | ∫       | 3731, 3733                                       |
| 3                                       | Bőcs, iskola                                  | 2.4 km  | 3731, 3733                                       |
| 4                                       | Bőcs, József Attila utca 38.                  | 2.8 km  | 3731, 3733                                       |
| 5                                       | Berzék, Rákóczi utca 3.                       | 3.5 km  | 3731, 3733                                       |
| 6                                       | Berzék, Esze Tamás utca                       | 4.1 km  | 3731, 3733                                       |
| ∫                                       | Berzék, ABC áruház vonalközi végállomás       | ∫       |                                                  |
| 7                                       | Berzék, Perczel Mór utca                      | 4.7 km  | 3731, 3733                                       |
| 8                                       | Sajóhídvég, újtelep                           | 6.3 km  | 3731, 3733                                       |
| 9                                       | Sajóhídvég, faluház                           | 6.8 km  | 3731, 3733                                       |
| 10                                      | Sajóhídvég, Petőfi utca                       | 7.2 km  | 3731, 3733                                       |
| 11                                      | Köröm, községháza                             | 8.7 km  | 3731, 3733                                       |
| 12                                      | Köröm, tiszalúci útelágazás                   | 9.1 km  | 3731, 3733                                       |
| 13                                      | Girincs, Rózsa utca                           | 11.5 km | 3731, 3733, 3974                                 |
| 14                                      | Girincs, bolt                                 | 11.9 km | 3731, 3733, 3974                                 |
| 15                                      | Girincs, Kossuth utca 2. vonalközi végállomás | 12.3 km | 3731, 3733, 3974                                 |
| 16                                      | Kiscsécs, autóbusz-váróterem                  | 14.0 km | 3731, 3733, 3974                                 |
| 17                                      | Kesznyéten, Rákóczi utca                      | 16.0 km | 3731, 3733, 3974                                 |
| 18                                      | Kesznyéten, Dózsa György utca                 | 16.6 km | 3731, 3733, 3974                                 |
| 19                                      | Kesznyéten, Táncsics utca                     | 17.0 km | 3731, 3733, 3974                                 |
| 20                                      | Kesznyéten, templom végállomás                | 17.7 km | 3731, 3733, 3974                                 |